# Glucosedrempel
In de nieren worden uit de voorurine allerlei nuttige stoffen, zoals glucose, terug gewonnen om te voorkomen dat ze later via de urine worden uitgeplast.
Er zit een maximum aan de capaciteit van de nieren om glucose terug te winnen. Als de hoeveelheid glucose in de voorurine de glucosedrempel overschrijdt, kunnen de nieren niet meer alle glucose terugwinnen uit de voorurine en komt er dus glucose in de urine terecht. Deze drempelwaarde ligt per persoon anders. Suiker in de urine wil daarom niet altijd zeggen dat iemand lijdt aan diabetes mellitus (of een andere ziekte) al kan het wel een aanwijzing zijn.